# Rosalina Tuyuc
Rosalina Tuyuc Velásquez, née le 14 octobre 1956 à San Juan Comalapa, dans le département de Chimaltenango au Guatemala, est une femme politique et militante guatémaltèque des droits humains.
Après la guerre civile et le génocide maya où son père et son mari sont enlevés et disparaissent, elle crée une association pour la défense des droits des Mayas, et cofonde le Centre pour la mémoire historique des femmes, l'Association nationale des veuves guatémaltèques, l'Association politique des femmes mayas, le tribunal d'honneur des femmes.
Candidate aux élections législatives sur la liste nationale du Nouveau Front démocratique du Guatemala, elle est élue en 1995 députée au Congrès de la République. Elle est élue vice-présidente du Congrès, présidente de la commission des femmes, et vice-présidente de la commission pour les communautés autochtones.
Cofondatrice de nombreuses organisations et présidente ou membre de plusieurs commissions et instances sur les violences, sur les femmes, sur les réparations et pour la conciliation, elle est reconnue pour avoir joué un rôle clé dans les processus de paix au Guatemala.

## Biographie
Rosalina Tuyuc naît le 14 octobre 1956 dans la ville de San Juan Comalapa, située dans le département de Chimaltenango. Elle est Maya, du groupe des Cakchiquels.
Dans sa jeunesse, elle préside les branches masculine et féminine de l'Action catholique ouvrière de sa ville,. Elle est infirmière de profession.
Au mois de juin 1982, pendant la guerre civile qui donne lieu au génocide guatémaltèque, également appelé le génocide maya, des militaires de l'armée guatémaltèque kidnappent son père, Francisco Tuyuc. Presque trois ans plus tard, le 24 mai 1985, son mari subit le même sort. Tous les deux ont disparu, aucune trace n'en est retrouvée malgré les recherches, ils sont présumés morts et font vraisemblablement partie des nombreux morts non identifiés,. Elle fait édifier à San Juan Comalapa un monument à la mémoire des victimes, le « Centre pour la mémoire historique des femmes ».
Rosalina Tuyuc cofonde en 1988 l'Association nationale des veuves guatémaltèques (Coordinadora Nacional de Viudas de Guatemala, CONAVIGUA), qui devient une des principales organisations guatémaltèques de défense des droits de la personne humaine ; elle est la coordinatrice générale de cette association jusqu'en 2010,. Elle préside de 1989 à 1992 la commission sur les victimes de la violence ; elle est également rapporteuse de cette commission.
Elle se présente sur la Liste nationale du parti Front démocratique du Nouveau Guatemala pour les élections générales de 1995, et elle est élue députée au Congrès de la République. Elle prend ses fonctions le 14 janvier 1996 et elle devient alors, avec Aura Marina Otzoy et Manuela Alvarado, l'une des premières femmes mayas à remporter un siège de députée au Congrès. Elle est présidente de la Commission parlementaire pour les femmes, les enfants et les familles, et vice-présidente de la commission parlementaire pour les communautés autochtones.
Rosalina Tuyuc œuvre à la fois pour la défense des droits humains, contre l'exploitation humaine et les violences faites aux femmes, et pour la paix et la réconciliation,.
Pour ses œuvres et pour ses activités humanitaires, Rosalina Tuyc est décorée en 1994 de l'ordre national de la Légion d'honneur français. Mais cette distinction lui vaut des menaces de mort. Elle contribue en 2001 à la fondation de l'Association politique des femmes mayas du Guatemala (MOLOJ), et est élue juge du premier tribunal d'honneur des femmes.
Le 6 juillet 2004, le président de la République Óscar Berger la nomme présidente de la Commission nationale des réparations (Comisión Nacional de Resarcimiento),. En 2011, elle s'exprime publiquement et critique la Commission des réparations pour son incapacité à remédier de manière adéquate aux dégâts causés par la guerre civile. La même année, elle est nommée membre de la commission nationale sur les accords de paix,.
Au Japon, la Fondation Niwano pour la paix décerne le Prix Niwano pour la paix 2012 à Rosalina Tuyuc « en reconnaissance de son travail extraordinaire et acharné pour la paix comme militante courageuse et promotrice des droits de l'homme »,.
Elle reçoit en 2014 le FIMI Leadership Award pour sa défense des droits humains des peuples autochtones en incluant toujours la jeunesse autochtone, et pour le « rôle clé » qu'elle a joué dans les processus de paix.